# アレキサンダー・ピチュクノフ
アレキサンダー・ピチュクノフ（Aleksandr Pitchkunov、男性、1979年5月6日 - ）は、ロシア出身の空手家で、キックボクサー。

## 来歴
1999年、極真会館（松井派）主催の第7回オープントーナメント全世界空手道選手権大会で3位となった。
2003年2月22日、プロデビュー戦となった一撃でグレート草津と対戦し、判定ドロー。
2005年5月1日、極真会館（松井派）主催の第3回オープントーナメント全世界ウェイト制空手道選手権大会・重量級に出場。準決勝でエヴェルトン・テイシェイラに敗退、3位決定戦でアンドレイ・ステピンが棄権し、3位となった。
2005年9月23日、K-1初参戦となったK-1 WORLD GP 2005 in OSAKA 開幕戦のオープニングファイトでラニ・ベルバーチと対戦、判定勝ち。
2007年4月28日、K-1 WORLD GP 2007 in HAWAIIで行われたUSA GPに参戦。1回戦では富平辰文にKO勝ち、準決勝ではパトリック・バリーに判定勝ち。決勝ではマイティ・モーと対戦、1Rに右後ろ回し蹴りでモーからダウンを奪うも、逆に左フックと右アッパーで2回のダウンを喫した。3Rには右ローキック、左フック、右フックで3回のダウンを奪われ、KO負け。
2007年8月11日、K-1 WORLD GP 2007 IN LAS VEGASで行われた世界最終予選に参戦。1回戦では中迫強に2Rに左アッパーでダウンを奪うなどし判定勝ちするも、準決勝でリザーブファイトから勝ち上がったダグ・ヴィニーに判定負け。
2008年4月13日、K-1 WORLD GP 2008 IN YOKOHAMAでハリッド"ディ・ファウスト"と対戦し、判定勝ち。
2008年7月13日、K-1 WORLD GP 2008 IN TAIPEIで1回戦ノブ・ハヤシに延長R判定勝ち、準決勝ボーン・アンダーソンに1RKO勝ちするも決勝でルスラン・カラエフに1RKO負け。

## 戦績
| 勝敗 | 対戦相手                   | 試合結果                              | 大会名                                                     | 開催年月日     |
| ×    | ルスラン・カラエフ         | 1R 2:03 KO（左フック）                | K-1 WORLD GP 2008 IN TAIPEI 【K-1 ASIA GP 2008 決勝】      | 2008年7月13日  |
| ○    | ボーン・アンダーソン       | 1R 2:58 KO（2ノックダウン：左フック） | K-1 WORLD GP 2008 IN TAIPEI 【K-1 ASIA GP 2008 準決勝】    | 2008年7月13日  |
| ○    | ノブ・ハヤシ               | 延長R終了 判定3-0                     | K-1 WORLD GP 2008 IN TAIPEI 【K-1 ASIA GP 2008 1回戦】     | 2008年7月13日  |
| ○    | ハリッド"ディ・ファウスト" | 延長2R終了 判定2-1                    | K-1 WORLD GP 2008 IN YOKOHAMA                              | 2008年4月13日  |
| ×    | ダグ・ヴィニー             | 3R終了 判定0-3                        | K-1 WORLD GP 2007 IN LAS VEGAS 【世界最終予選 準決勝】     | 2007年8月11日  |
| ○    | 中迫強                     | 3R終了 判定3-0                        | K-1 WORLD GP 2007 IN LAS VEGAS 【世界最終予選 1回戦】      | 2007年8月11日  |
| ×    | マイティ・モー             | 3R 0:46 KO（右フック）                | K-1 WORLD GP 2007 in HAWAII 【USA GP 決勝】                | 2007年4月28日  |
| ○    | パトリック・バリー         | 3R終了 判定3-0                        | K-1 WORLD GP 2007 in HAWAII 【USA GP 準決勝】              | 2007年4月28日  |
| ○    | 富平辰文                   | 3R 1:00 KO（左ストレート）            | K-1 WORLD GP 2007 in HAWAII 【USA GP 1回戦】               | 2007年4月28日  |
| ○    | 堀啓                       | 1R 2:27 KO（パンチ連打）              | K-1 WORLD GP 2007 IN YOKOHAMA                              | 2007年3月4日   |
| ○    | パトリック・バリー         | 3R終了 判定2-1                        | K-1 WORLD GP 2006 in LAS VEGAS 【USA GP リザーブファイト】 | 2006年4月29日  |
| △    | パトリック・バリー         | 3R終了 判定1-1                        | K-1 WORLD GP 2005 in TOKYO 決勝戦 【オープニングファイト】 | 2005年11月19日 |
| ○    | ラニ・ベルバーチ           | 3R終了 判定3-0                        | K-1 WORLD GP 2005 in OSAKA 開幕戦 【オープニングファイト】 | 2005年9月23日  |
| ○    | ヒリワ・テ・ランギ         | 1R 2:53 KO（右上段後ろ回し蹴り）      | 一撃 8.20 ICHIGEKI                                         | 2005年8月20日  |
| ○    | シリル・ディアバテ         | 4R終了 判定                           | 一撃 3.19 ICHIGEKI（パリ）                                 | 2005年3月19日  |
| ○    | セス・ペトルゼリ           | 2R 2:18 TKO（レフェリーストップ）     | 一撃 5.30 ICHIGEKI                                         | 2004年5月30日  |
| △    | グレート草津               | 3R終了 判定0-1                        | 一撃 2.22 ICHIGEKI                                         | 2003年2月22日  |

## 獲得タイトル
- K-1 WORLD GP 2007 in HAWAII 準優勝
- K-1 ASIA GP 2008 (K-1 WORLD GP 2008 IN TAIPEI) 準優勝